# 沙爾湖 (普倫縣)
54°13′28″N 10°18′40″E / 54.22444°N 10.31111°E

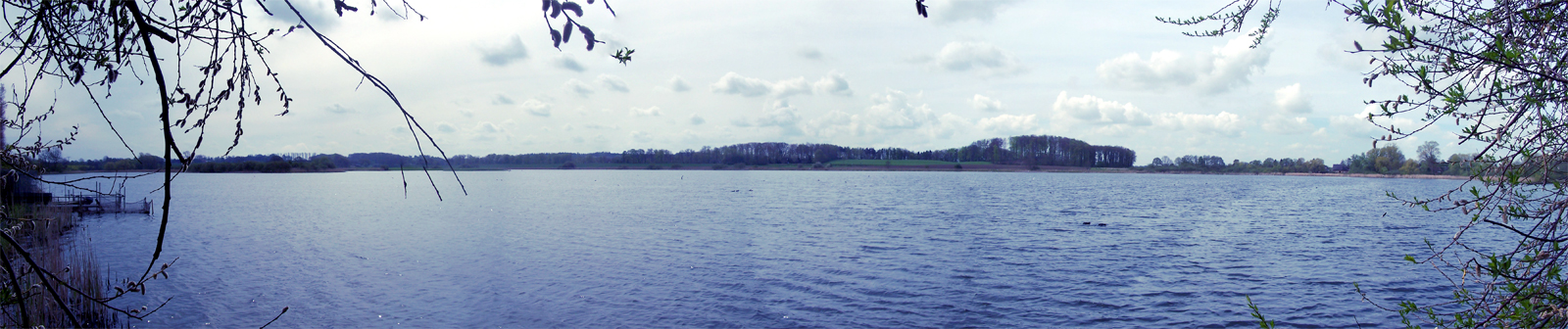

沙爾湖（德語：Scharsee），是德國的湖泊，位於該國北部石勒蘇益格-荷爾斯泰因州，由普倫縣負責管轄，面積0.36平方公里，海拔高度21米，平均水深1.6米，最大水深2.9米。